# Hombourg
Hombourg là một xã ở tỉnh Haut-Rhin trong vùng Grand Est ở đông bắc Pháp. Xã này có diện tích 15,32 km², dân số năm 1999 là 984 người. Khu vực này có độ cao 227 mét trên mực nước biển.